# Trest smrti na Komorách
Trest smrti na Komorách je legální forma trestu. V zemi však de facto platí moratorium, přestože trest smrti zůstává zachován v trestním zákoníku, od 90. let 20. století se nepoužívá.

## Historie
Komory získaly nezávislost na Francii v roce 1975. Od té doby se v zemi prováděly popravy jen velmi zřídka. První poprava po vyhlášení nezávislosti byla údajně vykonána 18. září 1996, kdy bylo odsouzenci v cele smrti, Youssoufu Alimu, odepřeno právo na odvolání. Odsouzenec byl následně veřejně zastřelen jen několik dní poté, co byl komorským soudem odsouzen k trestu smrti.
Krátce před Aliho popravou oznámil tehdejší komorský prezident Mohammed Takí Abd al-Karím svůj záměr zakročit proti vraždám a naznačil, že tak učiní svou podporou zvýšeného používání trestu smrti. Údajně si stěžoval na to, že "komorská spravedlnost je příliš pomalá" a poznamenal, že "se pohybuje rychlostí želvy." Krátce poté byl 31. prosince 1996 k trestu smrti odsouzen Said Ali Mohamed. Následovali 3. ledna 1997 Youssouf Hamadi a 4. ledna 1997 Mohamed Youssouf. Všichni tři muži byli odsouzeni za vraždu. Organizace pro lidská práva vyjádřily obavy nad tím, že vzhledem k praktikování islámského práva na Komorách a tedy zákazu poprav během ramadánu, který měl začít 10. ledna 1997, budou tito muži urychleně popraveni před jeho začátkem a bude jim zakázáno uplatnit své právo na odvolání.
Dne 29. května 1997 byl zastřelen popravčí četou Mohamed Saidali, který byl odsouzen za ozbrojenou loupež. K trestu smrti byl odsouzen 20. září 1996. Po Saidaliho popravě Organizace spojených národů zveřejnila zprávu kritizující komorské úřady za nerespektování Saidaliho práva na život. Stejně jako v případě Youssoufa Aliho bylo Saidalimu odepřeno právo na odvolání.
Na konci roku 2017 Amnesty International oznámila, že v cele smrti na Komorách čeká na popravu 7 lidí. Amensty International také uvedla, že Komory v roce 2019 nikoho nepopravily ani neodsoudily k trestu smrti. V roce 2020 byl v zemi vynesen jeden rozsudek smrti. K trestu smrti byl odsouzen Mohamed Zaidou původem z Mali za upálení Anlima Athoumaniho v jeho autě dne 28. dubna 2019. Odsouzen byl porotním soudem v Moroni v říjnu 2020.